# Ples sunčeva izlaska
Na'ii'ees (Ples sunčeva izlaska, Sunčev izlazak, Sunrise Ceremony) /kod Yavapaia 'Na he' ii e's', kod Apača 'Na-ih-es'  ili  'na'ii'ees', četverodnevna ceremonija uvođenja mladih djevojaka u svijet odraslih, raširena među Indijancima američkog Jugozapada, Yavapai, Tonto, San Carlos Apači, White Mountain Apači i Mescalero.  Ceremonija je zabranjena ranih 1900.-tih, da bi aktom američkih indijanskih vjerskih sloboda (AIRFA;) iz 1978. ovaj običaj ponovno bio uveden. 
Ceremoniji posebnih pubertetskih incicijacija se podvrgavaju sve djevojke koje imaju svoju prvu menstruaciju. Za vrijeme ceremonije nazočni su kuma (kao najvažnoja osoba), medicinemen (šamani), i maskirani gaan-plesači sa strašnim maskama, koji predstavljaju šumske duhove. Prema vjerovanju Apača i srodnih Navaha u djevojčina tijela će ući snaga mitske žene Changing Woman ili White-Painted Woman, nazivanu od Apača Is dzán naadleeshe, kod Navaha Asdzą́ą́ Nádleehé  i kod Yavapaia Is cha na gle' se'. Među Mescalerima s rezervata u Novom Meksiku, djevojke će četiri puta optrčati oko košare simbolizirajući prolaznost u četiri stadija, rođenja, djetinjstva, adultnu dob i starost. Kod Navaha sličan običaj u čast Changing Woman poznat je kao Kinaaldá.

## Vanjske poveznice
- The History of the Apache Girls Sunrise Ceremony
- A sacred journey into womanhood  Arhivirana inačica izvorne stranice od 29. lipnja 2006. (Wayback Machine)